# Кирсанов, Иван Иванович
Иван Иванович Кирсанов (1913, Бежецкий уезд, Тверская губерния, Российская империя — 1974, Ленинград) — подполковник Советской Армии, участник Великой Отечественной войны, Герой Советского Союза (1946).

## Биография
Родился 11 сентября 1913 года[по какому календарю?] в деревне Алёшино.
В 1930 году переехал в Ленинград, где окончил школу фабрично-заводского ученичества, после чего работал слесарем. В 1934 году окончил совпартшколу. В 1935 году был призван на службу в РККА. В 1938 году окончил Энгельсское военное авиационное училище лётчиков. С июня 1942 года — на фронтах Великой Отечественной войны. Участвовал в Сталинградской битве, освобождении Украинской ССР, Крыма.
К концу войны гвардии майор Иван Кирсанов командовал эскадрильей 20-го гвардейского бомбардировочного авиаполка 13-й гвардейской авиадивизии 18-й воздушной армии. За время своего участия в боях он совершил 239 боевых вылетов на разведку и бомбардировку войск и объектов военно-промышленного комплекса противника. Бомбил Варшаву, Будапешт, Кёнигсберг, Данциг, Берлин. Несколько раз был подбит и ранен.
Указом Президиума Верховного Совета СССР от 15 мая 1946 года за «образцовое выполнение боевых заданий командования на фронте борьбы с немецкими захватчиками и проявленные при этом отвагу и геройство» майор Иван Кирсанов был удостоен высокого звания Героя Советского Союза с вручением ордена Ленина и медали «Золотая Звезда» за номером 9053.
После окончания войны Кирсанов продолжил службу в Советской Армии. В 1952 году он окончил Высшую офицерскую лётно-тактическую школу. В 1954 году был в командировке в Китае, где брал пробы воздуха в связи с испытаниями ядерного оружия, которые проводили США. В 1957 году в звании подполковника Кирсанов был уволен в запас. Проживал в Ленинграде, работал в Ленинградском оптико-механическом объединении оптиком-механиком. Скончался 7 сентября 1974 года, похоронен на Богословском кладбище Санкт-Петербурга (уч. 8, вблизи Новой дорожки).

## Награды
- четыре ордена Красного Знамени (18.08.1942, 07.09.1943, 02.08.1954, 30.12.1956)
- орден Ленина (19.08.1944)
- медаль «Золотая Звезда» Героя Советского Союза и орден Ленина (15.5.1946)
- орден Красной Звезды (15.11.1950)
- медали, в том числе:
  - «За оборону Ленинграда» (22.12.1942)
  - «За оборону Сталинграда» (22.12.1942)
  - «За победу над Германией» (09.05.1945)
  - «За взятие Кёнигсберга» (09.06.1945)
  - «За взятие Будапешта» (09.06.1945)
  - «За взятие Берлина» (09.06.1945)
  - «За боевые заслуги» (6.11.1945)

## Семья
Внук летчика Иван Кирсанов (род. 1977) стал футболистом.

## Комментарии
1. ↑  Деревня Алешино во втором стане Бежецкого уезда располагалась примерно в 2 км юго-восточнее села Сулега (Сулеги)[1][2]; не сохранилась, ныне — урочище в Бежецком районе[3] Тверской области.